# Nepenthes merrilliana
Nepenthes merrilliana Macfarl., 1911 è una pianta carnivora della famiglia Nepenthaceae, endemica delle Filippine, dove cresce a 0–1100 m.

## Distribuzione e habitat
La specie è segnalata sulle isole di Mindanao e Dinagat.

## Conservazione
La Lista rossa IUCN classifica Nepenthes merrilliana come specie vulnerabile.